# Župelevec
Župelevec – wieś w Słowenii, w gminie Brežice. W 2018 roku liczyła 209 mieszkańców.